# Schleuse Mirow
Die Schleuse Mirow der Müritz-Havel-Wasserstraße liegt in Mirow im Süden des Landkreises Mecklenburgische Seenplatte.

## Beschreibung
Die Schleuse Mirow wurde 1935/36, zusammen mit dem Mirower Kanal, erbaut. Beide Bauwerke verbinden das Kleinseengebiet der Mecklenburgischen Seenplatte mit dem Großseengebiet um die Müritz. Aus diesem Grund wird die Schleuse auch als Tor zur Müritz bezeichnet.
Die Schleusenkammer besteht aus Spundwänden und wird mit Hubtoren geschlossen. Sie kann auf 54,40 m Länge und 6,63 m Breite genutzt werden und hat eine durchschnittliche Fallhöhe von 2,98 m. Das zuständige Wasserstraßen- und Schifffahrtsamt Oder-Havel bedient die Schleuse vor Ort. Die Fahrgast- und Sportschifffahrt kann sie von Mitte März bis Ende November zu festgelegten Zeiten nutzen.